# 하인츠 에미히홀츠
하인츠 에미히홀츠(Heinz Emigholz, 1948년 1월 22일 ~ )는 독일의 영화 감독, 각본가, 영상 편집자, 대학 교수, 영화배우, 영화 프로듀서, 촬영 감독이다.

## 영화
- 더 라스트 시티 (2020년)
- 재건의 날들 (2019년)
- 두 개의 대성당 (2018년)
- [[2+2=22 [디 알파벳]]] (2017년)
- [[디에스테 [우루과이]]] (2017년)
- 스트리트스케이프(대화) (2017년)
- [[비켈스 [소셜리즘]]] (2017년)
- 활주로 - 모더니즘의 도피 (2014년)
- 투 뮤지엄즈 (2014년)
- 더 베이시스 오브 메이크업 I-III (2014년)
- 페레 인 프랑스 앤 알제리  (2012년)
- 파라비톤 - 피어 루이지 네르비 앤드 로만 콘크리트 (2012년)
- Eine Serie in Gedanken (2011년)
- 센스 오브 아키텍처 (2009년)
- 프레데릭 키슬러의 두 개의 프로젝트 (2009년)
- 루스 오너먼탈 (2008년)
- 쉰들러스 하우저 (2007년)
- 고프 인 더 데저트 (2003년)
- 브라더 오브 슬립 (1995년)
- 스탈린그라드: 최후의 전투 (1993년)
- 더 홀리 번치 (1991년)
- 더 매도우 오브 띵스 (1987년)